# Mikofenolát-mofetil
A mikofenolát-mofetil egy immunszupresszív gyógyszer, amelyet főleg vese-, máj- és szívátültetés során a kilökődés megakadályozására használnak ciklosporinnal, és glükokortikoidokkal kombinálva. A mikofenolát-mofetil egy prodrug, a szervezetben belőle felszabaduló mikofenolsav hatásos.

## Védjegyzett készítmények
CellCept

## Külső hivatkozások
CellCept betegtákékoztató Archiválva 2010. december 27-i dátummal a Wayback Machine-ben